# Sportivo Belgrano
Club Sportivo Belgrano – argentyński klub piłkarski z siedzibą w mieście San Francisco, leżącym w prowincji Córdoba.

## Historia
Klub założony został 15 kwietnia 1914 roku i gra obecnie w czwartej lidze argentyńskiej Torneo Argentino B.